# Bolla Locale

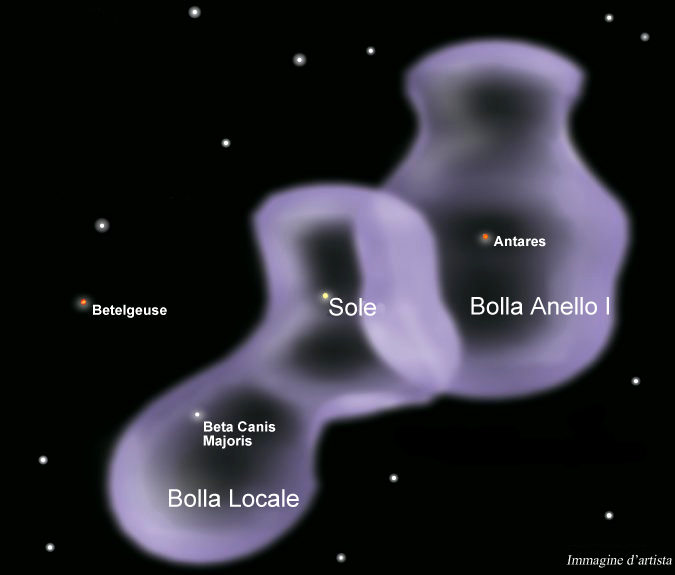
Illustrazione d'artista della Bolla Locale (contenente il Sole e la stella Beta Canis Majoris) e la Bolla Anello I (contenente Antares).

La Bolla Locale è una "cavità" del mezzo interstellare presente nel Braccio di Orione, uno dei bracci galattici della Via Lattea. Si estende per circa 300 anni luce ed ha una densità di idrogeno neutro variabile tra circa 0,05 e 0,07 atomi per centimetro cubo, mentre il mezzo interstellare galattico ha una densità circa dieci volte superiore. L'alta temperatura del gas (circa 6000 K) è all'origine di una discreta emissione di raggi X da parte della nube.

## Caratteristiche

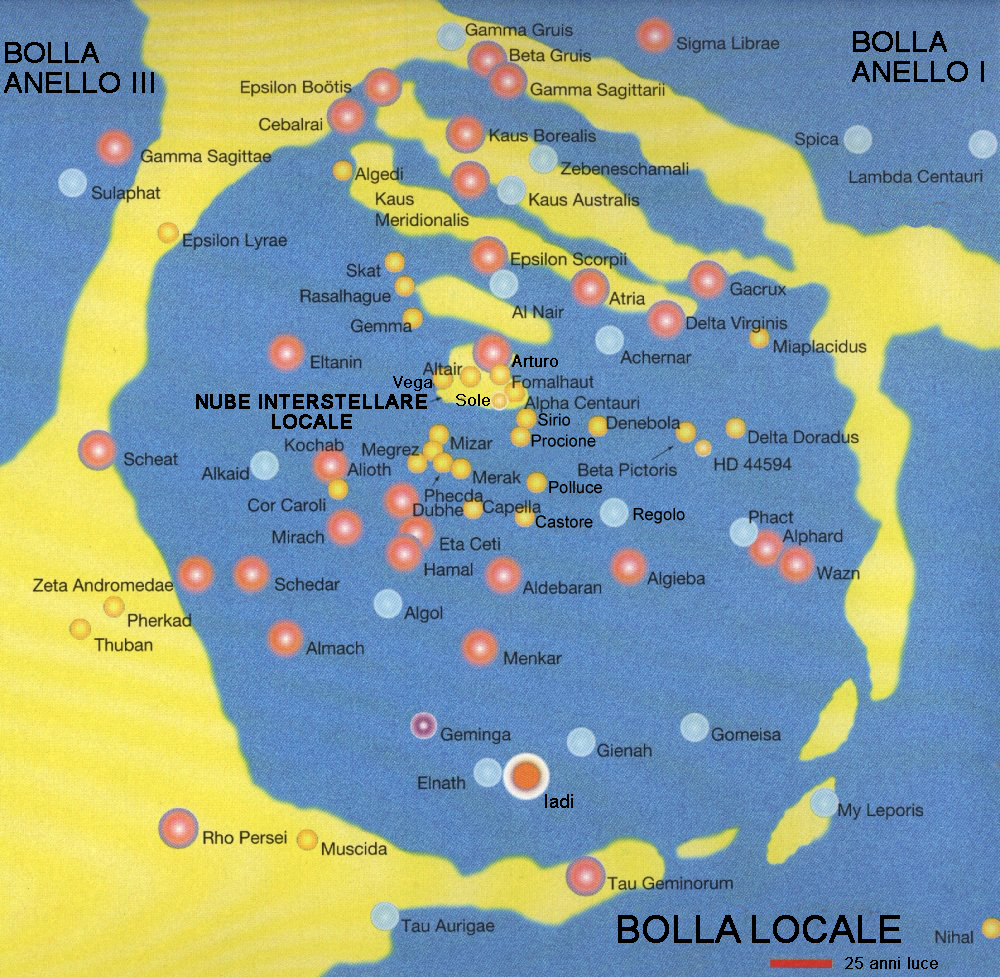
La struttura della Bolla Locale e le stelle che vi fanno parte.

Il Sistema solare è entrato nella Bolla Locale circa 3 milioni di anni fa; attualmente si trova nella Nube Interstellare Locale, una regione di materiale più densa rispetto al resto della Bolla; questa regione si forma laddove la Bolla Locale incontra la Bolla Loop I, una regione adiacente con densità maggiore, di circa 0,1 atomi per centimetro cubo.
La forma della Bolla Locale non è esattamente sferica, ma sembra essere un ellissoide ristretta in corrispondenza del piano galattico, mentre al di sopra e al di sotto del piano si dilata assumendo la forma quasi di una clessidra.
Molti astronomi credono che questo sistema di "bolle" si sia formato tra alcune centinaia di migliaia e pochi milioni di anni fa, a causa dell'esplosione di una supernova (il cui resto è probabilmente identificabile nella pulsar Geminga, nella costellazione dei Gemelli) che riscaldò la materia circostante, rendendola più rarefatta.
La "Bolla Loop I" si sarebbe invece formata dal vento stellare di una supernova probabilmente esplosa nell'Associazione Scorpius-Centaurus, l'associazione OB più vicina al Sole, a 500 anni-luce di distanza. Altre bolle adiacenti sono la "Bolla Loop II" e la "Bolla Loop III"; nella Bolla Loop I è contenuta la stella Antares.